# Der Schrei des Todes
Der Schrei des Todes (Originaltitel: Scream Blacula Scream) ist ein US-amerikanischer Blaxploitation-Horrorfilm von American International Pictures aus dem Jahr 1973. Er ist die einzige Fortsetzung des Films Blacula und seiner Figuren. Beide beruhen auf Motiven des Romans Dracula von Bram Stoker.

## Handlung
Die sterbende Voodoo-Priesterin Mama Loa wählt Lisa Fortier zu ihrer Nachfolgerin, der in seiner Eitelkeit gekränkte Sohn Willis Daniels beschwört Prinz Mamuwalde, auch Blacula genannt, herauf. Dazu hat er eigens dessen Gebeine erworben. Unmittelbar darauf wird er dessen erstes Opfer und verwandelt sich selbst in einen Vampir. Der Blutdurst der Vampire fordert immer mehr Opfer, seien es nahestehende Personen oder Zufallsbegegnungen. Dies macht Justin Carter, ehemals Polizist, Sammler afrikanischer Kunstwerke und vertraut mit dem Okkultismus, misstrauisch und er beginnt mit Nachforschungen. Auf einer Party stirbt Gloria, Lisas Freundin. Später erwacht diese vor den Augen Lisas als Untote und sie entkommt ihr nur durch das Einschreiten Blaculas. Während schließlich Sheriff Harley Dunlop eine Schar Polizisten zusammenstellt, um das Anwesen der Vampire zu stürmen, erhofft sich Blacula mit Hilfe der Voodoo-Kräfte von Lisa die Erlösung von seinem Fluch, als Vampir leben zu müssen. Dazu gab es eigens zu Beginn des Films eine Rückblende der Schlüsselszene aus Blacula. Den Polizisten gelingt es unter hohen Verlusten viele Vampire zu pfählen. Das Ritual zur Befreiung Blaculas wird unterbrochen und Lisa ist entsetzt von Blacula, der sich in einer Orgie der Gewalt immer mehr von ihr und seinem eigentlichen Selbst entfremdet. Schließlich tötet Lisa Blacula mittels der für das Ritual angefertigten Voodoo-Puppe.

## Hintergrund
Blacula, der vormalige afrikanische Prinz Mamuwalde, ist Anführer der Vampire. Als Charakter strahlt er durch seine hochgewachsene Figur, seinen vornehmen antiquierten Umhang und seine Wortgewandtheit Würde aus. Anders als die übrigen Vampire halten ihn sein Gerechtigkeitssinn oder die Liebe zu bestimmten Menschen davon ab, dem Blutdurst als Vampir als reinem Instinkt zu erliegen. Ihm stehen auch Fähigkeiten zu, die bei den übrigen Vampiren nicht zu sehen sind, z. B. sich in eine Fledermaus verwandeln zu können. Der Film – ein B-Movie – spielt als Gruseleffekte mit den klassischen Eigenschaften der Vampire: Gebissene verwandeln sich ebenfalls zu Vampiren, Vampire haben kein Spiegelbild oder können nicht fotografiert werden. Bekämpft werden sie mit dem Kruzifix oder müssen gepfählt werden. Sie scheuen das Tageslicht.
Als Blaxploitation-Film ist die gezeigte Schlüsselszene aus Blacula bezeichnend, wonach ein weißer Vampir durch seinen Biss Blacula zu seinem Dasein als Vampir verdammt. Trotzdem verhält er sich oft würdevoll, so lehnt er eine Prostituierte ab und belehrt ihre Zuhälter. Erst am Ende des Films verliert er tragischerweise in einer Eskalation der Gewalt mit prototypisch uniformierten und behelmten weißen Polizisten den Bezug zu sich selbst und seinen Freunden.

## Kritik
„Teilweise blutrünstiger Horrorfilm mit einigen Unappetitlichkeiten, der jedoch in erster Linie zum Lachen reizt.“